# Igreja Nossa Senhora da Saúde (Porto Alegre)
A Igreja Nossa Senhora da Saúde é uma igreja católica localizada em Porto Alegre, no bairro Teresópolis (Porto Alegre). 

## Histórico
Nessa região de Porto Alegre, a presença da Igreja Católica foi marcada, no início, pelos imigrantes italianos que construíram uma pequena capela, com o nome de Nossa Senhora da Saúde, sua padroeira. A imagem da Padroeira, esculpida em madeira, teve origem de uma árvore que estava na praça em frente à Igreja. A Comunidade Nossa Senhora da Saúde teve sua fundação à curato no dia 22 de janeiro de 1916, foi elevada a paróquia aos 21 de junho de 1919. A igreja fica localizada em frente da Praça Guia Lopes e tem sua casa paroquial localizada na Rua Dário Totta. Esta paróquia pertence ao Vicariato de Porto Alegre. Atualmente, o pároco é o Pe. Davi Jonas Dietrich.